# 中村愼司
中村 愼司（なかむら しんじ、1942年〈昭和17年〉6月7日 - 2022年〈令和4年〉1月13日）は、日本の政治家。和歌山県紀の川市長（5期）。

## 来歴
紀ノ川市立西貴志小学校卒業
和歌山県立向陽高等学校卒業。
貴志川町議会議員・議長・町長を歴任した。
2005年（平成17年）11月7日、那賀郡に属する打田町、粉河町、那賀町、桃山町、貴志川町が合併して紀の川市が誕生。これに伴って12月11日に行われた紀の川市長選挙に自民党の推薦を受けて立候補し初当選した。
2021年（令和3年）12月5日に行われた市長選挙で元市議の森田幾久を破り5選を果たした。12月10日には市役所に登庁した。
その後、胆石手術のため和歌山市内の医療機関に入院し、12月22日の市議会を欠席。2022年（令和4年）1月4日の仕事始め式も欠席。1月5日に紀の川市は職務代行者を置いた。
入院後、治療に専念していたが容態が急変し、1月13日朝に死去した。79歳没。死没日付をもって従四位に叙され、旭日中綬章を追贈された。